# Kiev Stingl
Kiev Stingl (* 15. März 1943 in Aussig, Reichsgau Sudetenland; bürgerlich Gerd Stingl; gestorben 20. Februar 2024 in Berlin) war ein deutscher Sänger, Songwriter und Dichter.

## Leben
Stingl wuchs in Hamburg auf und besuchte dort die Sankt-Ansgar-Schule. Er wechselte später auf das Privatgymnasium Englisches Institut in Heidelberg, wo er 1963 das Abitur ablegte. 1985 zog er von Hamburg nach Berlin. Stingl war kinderlos. Er lebte in Berlin-Steglitz, zeitweise auch in Göttingen und auf der Insel Milos.
Auf sein erstes Musikalbum "Teuflisch", mit dem er bekannt geworden war, folgten zahlreiche weitere Musikproduktionen und literarische Veröffentlichungen. Er wirkte auch als Schauspieler in Filmen, wie z. B. Gibbi Westgermany, mit. Die letzten Jahre seines Lebens lebte er zurückgezogen, wurde aber nach und nach wiederentdeckt, wovon Zeitungs- und Rundfunkbeiträge zeugen. Wenige Wochen nach seinem Tod fand eine Gedenkveranstaltung in Berlin-Neukölln statt - ein Bericht über diesen Abend erschien im nd.
Verschiedene Zeitungen hatten über seinen Tod berichtet, darunter die taz und die Süddeutsche Zeitung.
Kiev Stingl wurde am 3. Juni 2024 in Berlin auf dem Georgen-Parochial-Friedhof IV beigesetzt.

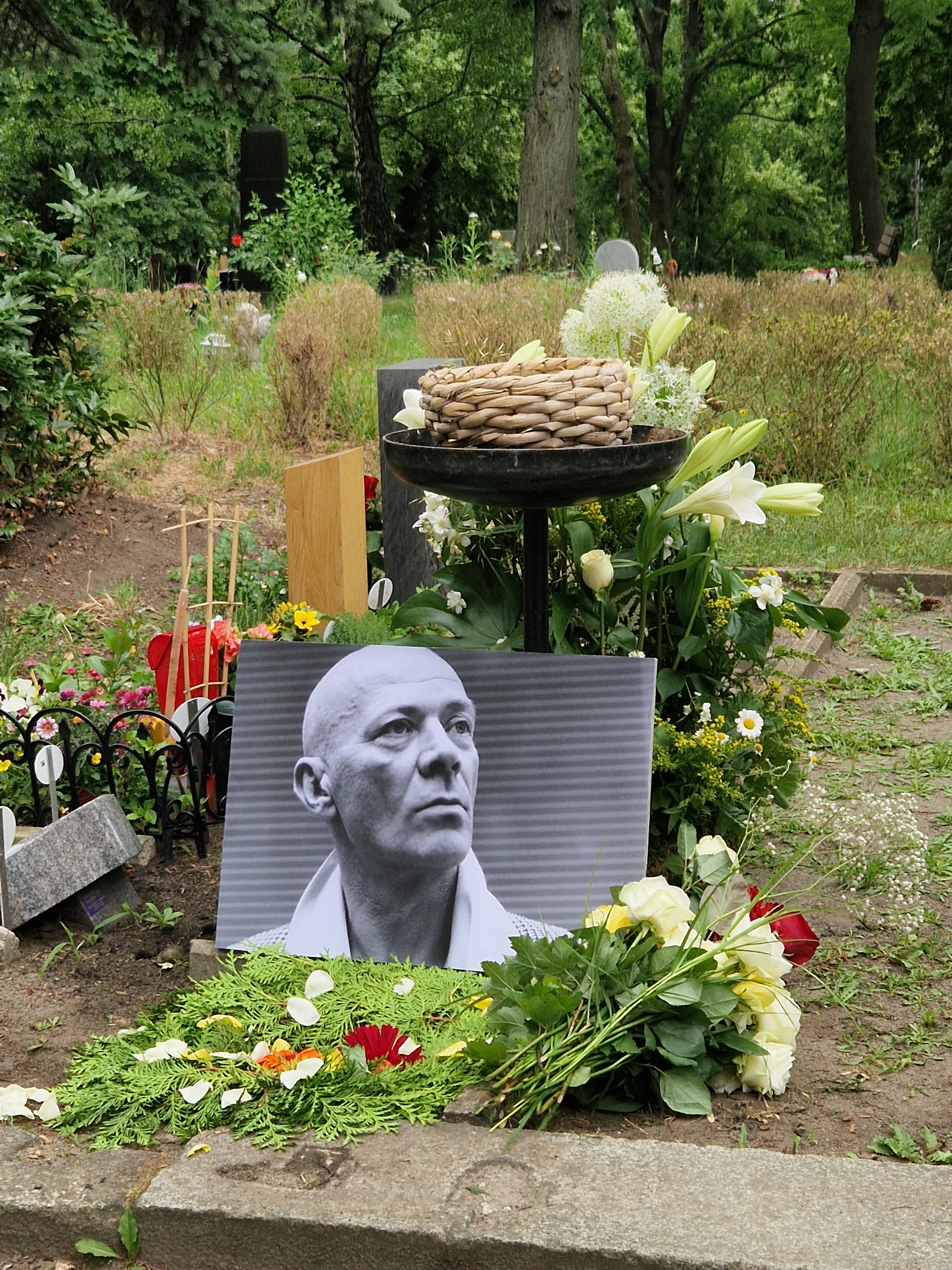

## Musikproduktionen
Stingls erste Schallplatte hieß Teuflisch (1975) und erschien beim Hamburger Musiklabel Ahorn der Musiker und Produzenten Achim Reichel und Frank Dostal. Aufgenommen in den Hamburger TELDEC-Studios spielten professionelle Musiker, die unter anderem mit Udo Lindenberg arbeiteten.
Bei seinem zweiten Musikalbum Hart wie Mozart (1979, Ahorn) begleiteten ihn junge Musiker der gerade entstehenden Post-Punk-Szene. Holger Hiller an Violine und Gitarre gründete später die Band Palais Schaumburg. Der Bandname „Sterea Lisa“ war eine Erfindung Stingls als ironische Anspielung auf das Gemälde Mona Lisa, die Formation existierte nur für die Plattenaufnahmen, sowie für ein einziges Livekonzert auf dem Festival „Into the Future“ in der Hamburger Markthalle, am 24. Februar 1979.
Das Schallplattencover der Erstauflage von Hart wie Mozart zog eine Klage des Magazins Der Spiegel nach sich, da es einem Spiegel-Titelblatt nachempfunden war. Dort, wo beim Original die Auslandspreise stehen, waren Hamburger Telefonnummern abgebildet. Das Cover wurde bei den späteren Auflagen geändert.
1980 ging Stingl zum einzigen Mal auf Tournee, die an Drogenexzessen, Desinteresse und den sich daraus ableitenden Unzuverlässigkeiten scheiterte.
Das dritte Album trug den Titel Ich wünsch den Deutschen alles Gute (1981, Ahorn). Danach endete die Zusammenarbeit mit Achim Reichel.
Das vierte Album Grausam das Gold und jubelnd die Pest (1989) erschien beim Hamburger Label What’s So Funny About. Produziert wurde es von Dieter Meier, dem Sänger der Schweizer ElektropopgruppeYello. Musikalisch unterstützt wurde Stingl dabei von Frank-Martin Strauß (Künstlername: FM Einheit, Einstürzende Neubauten) sowie den Gitarristen Alexander Hacke und Achim Mennicken.
Stingls Musik wurde in Filmen von Klaus Wyborny und Heinz Emigholz verwendet.
2022 erschien als fünftes Studioalbum „XRI Nuit“, eine Neubearbeitung unveröffentlichter Studiosessions von 1982 auf dem Label Klangbad von Hans-Joachim Irmler. Niklas David, eine Hälfte des Artpop-Duos Audiac, instrumentierte und arrangierte neue Musik zu den alten Aufnahmefragmenten Stingls.

## Literarisches Werk
Stingls literarisches Werk besteht aus Lyrik und Prosa, die häufig mit amerikanischer Beat-Poesie und dem deutschen Ästhetizismus assoziiert wird.
Seine Gedichtbände und Erzählfragmente erschienen in verschiedenen deutschen Verlagen. In seiner Berliner Zeit gab er sporadisch Lesungen, so auch 1987 in der Umwelt-Bibliothek der Zionskirche in Ost-Berlin.
Stingl schrieb zudem Songtexte für andere Künstler wie Achim Reichel, zudem trug er Textzeilen für Songs von Mona Mur bei.
Seine beiden letzten zu Lebzeiten veröffentlichten Werke waren Idee piratisch (Moloko Prints + Records 2024) und Mein Collier um Deinen Hals (Flur Verlag 2024). Beide wurden ausführlich besprochen durch den Schriftsteller Daniel Dubbe in junge Welt.
Postum 2025 erschienen die Briefe an Gabriella: Briefe an eine Jugendliebe aus den Jahren 1963–66.

## Diskografie
- Teuflisch, Ahorn, 1975
- Hart wie Mozart (mit Sterea Lisa), Ahorn, 1979
- Ich wünsch den Deutschen alles Gute, Ahorn, 1981
- Grausam das Gold und jubelnd die Pest, What’s So Funny About, 1989
- Kiev Stingl X R I NUIT Klangbad, 2022

## Filme (als Darsteller)
- Bartleby (1976)
- Der Ort der Handlung (1977)
- Gibbi Westgermany (1980)
- Normalsatz (1982)
- Tod dem Zuschauer (1984)
- The Basis of Make-Up I (1984)
- Rosemary's Hochzeit (1985) (TV)
- Ballhaus Barmbek - Let's kiss and say goodbye (1988)
- Kiev Stingl – No Erklärungen (2020)